# Ricardo Salcedo
Ricardo Salcedo (Pucusana, Lima, Perú, 23 de marzo de 1991) es un futbolista peruano. Juega como mediocentro defensivo y su equipo actual es Sport Huancayo de la Liga 1. Tiene 34 años.

## Trayectoria
En enero de 2010, llegó a probar suerte a Chimbote – y se quedó hasta la fecha- Ricardo Salcedo Smith, un volante de contención que venía jugando en Lima en las divisiones menores del José Gálvez. Con apenas 19 años, arribó al puerto enterado de que el entonces técnico de la franja (Julio César Uribe) reclutaba jugadores para la Reserva, con posibilidades de promover a los mejores al primer equipo, ese mismo año jugó 4 partidos y descendió de categoría. 
Aquel chiquillo como lo llamó Uribe, tiene una gran virtud: la paciencia, pues sabiendo de sus condiciones para el fútbol nunca se desesperó, siguió trabajando con perfil bajo y en el año de 2012 está logrando su destape bajo la dirección técnica de Javier Arce (cabe recordar que se ganó la confianza tras el gran partido que jugó ante Alianza Lima el 27 de mayo en Chimbote). La continuidad que hoy tiene en el equipo le permite mostrar sus dotes y demostrarle a la gente que apostó por él que no se equivocaron.
Debutó con José Gálvez de Chimbote, club con el que consiguió el campeonato del primer Torneo Intermedio en 2011. Debutó a muy corta edad en «Los Maravillosos» de Pucusana. Suelen llamarlo ‹Megaman›, aunque desde sus inicios se le solía llamar ‹Superboy›.
En 2014 llegó a León de Huánuco, logrando jugar 21 partidos en aquel año y logrando clasificar a la Copa Sudamericana 2015, pero en el 2015 descendió con León de Huánuco.
Con el Sport Huancayo, llega a uno de sus mejores picos de rendimiento, siendo pieza importante en el esquema Huancaino. Juega consecutivamente la Copa Sudamericana 2016, Copa Sudamericana 2017, Copa Sudamericana 2018 y Copa Sudamericana 2019 donde le anota un gol a Montevideo Wanderers. Su primer gol en el 2019 se da ante Universitario de Deportes en el Estadio Monumental que terminó en un empate de 1-1.

## Clubes
| Club            | País | Año           |
| --------------- | ---- | ------------- |
| José Gálvez     | Perú | 2010-2013     |
| León de Huánuco | Perú | 2014-2015     |
| Sport Huancayo  | Perú | 2016-presente |

## Palmarés

### Campeonatos nacionales
| Título                    | Club        | País | Año  |
| ------------------------- | ----------- | ---- | ---- |
| Torneo Intermedio         | José Gálvez | Perú | 2011 |
| Segunda División del Perú | José Gálvez | Perú | 2011 |
| Copa Federación           | José Gálvez | Perú | 2012 |

### Distinciones individuales
| Distinción                                                                      | Año  |
| ------------------------------------------------------------------------------- | ---- |
| Equipo ideal de la Copa Bicentenario según el portal periodístico Dechalaca.com | 2019 |